# プロシマミュージックエンタテインメント
株式会社プロシマミュージックエンタテインメント（英：Prossima Music Entertainment Co.,LTD）は、音楽著作権管理、配信、アルバムリリースなどをする韓国のエンターテインメント会社である。

## 概要
韓流コンテンツの主要なところである日本で80年の伝統のメジャーレコード会社であるキングレコード（英：King Record）とそのレーベルの著作権を担当するセブンシーズミュージックがパートナーでありながら、 ヨーロッパ、米州、アジア、中国など関連会社とのパートナーシップを繋がっている。音楽著作権管理及びアルバム、音源輸出、海外公演、アーティスト海外進出などのミュージックビジネス全般にかかってプロモーションも行なっている。

## 主要事業
- パブリッシング (Publishing) : 国内ㆍ外の音楽著作権管理
- アルバムリリース(manufacturing physical records) : 企画及び制作
- 音源の配信(Distribution) : On-Line及びOff-Line音源の配信
- ライセンシング (Licensing) : 海外アルバムライセンシング
- プロモーション (Promotion) : 管理楽曲の様々なプロモーション

## カタログ

### ドラマ（韓国）
- 天命(2013)
- 男が愛するとき(2013)
- ナイン(2013)
- お金の化身(2013)
- 隣のイケメン (2013)
- アラン使徒伝(2012)
- 五本の指(2012)
- 仁顕王后の男(2012)
- ボスを守れ(2011)
- 私の心が聞こえるの(2011)

### 映画（韓国）
- マイPSパートナー(2012)
- 火車(2012)
- 泥棒たち(2012)
- 不気味な恋愛(2012)
- ワンドゥギ(2011)
- ハウスメイド(2010)
- 親切なクムジャさん(2005)
- ガン＆トークス(2001)
- JSA(2000)

## 関連会社

### 日本
- キングレコード
- セブンシーズ・ミュージック

### イタリア
- GDM Music S.R.L.